# Joseph Maria Homeyer
Joseph Maria Homeyer, född den 18 september 1814 i Lüderode i Eichsfeld, död den 5 oktober 1894 i Duderstadt, var en tysk musiker.
Homeyer, som var känd som orgelvirtuos, var hovkapellmästare hos hertigen av Lucca och senare från 1867 sin fars efterträdare som organist i Duderstadt. Han komponerade orgel- och kyrkomusik.